# Marnie et le Livre ancestral
Marnie et le Livre ancestral (Shoebox Zoo), est une série télévisée fantastique britannico-canadienne, mélangeant prise de vues réelles et CGI pour les figurines animales, diffusée entre le 21 septembre 2004 et le 27 novembre 2005 sur CBBC au Royaume-Uni et sur Showtime aux États-Unis.
En France, elle a été diffusée sur Disney Channel.

## Synopsis
La série raconte les aventures de Marnie, une jeune fille déménageant en Écosse avec son père à la mort de sa mère. Elle reçoit un cadeau dans une boîte à chaussure : le Zoo de Wizard, une série d'animaux en figurines qui prennent vie grâce à la magie. 

## Distribution
- Vivien Endicott-Douglas (en) : Marnie McBride
- Jason Connery : Ross McBride
- Peter Mullan : Michael Scot
- David McKay (en) : William McTaggart
- Tony Donaldson : Pr Juan Montoya
- Yudii Mercredi : Kyle Stone
- Gordon Tootoosis : Nathaniel Stone
- Natascha Girgis : Aurora Dexter
- Rik Mayall : Edwin
- Alan Cumming : Bruno
- Siobhan Redmond (en) : Ailsa
- Simon Callow : Wolfgang Scot
- Bill Patterson : le narrateur

## Épisodes
La série a été diffusée pour la première fois le 21 septembre 2004, sur BBC One, et le dernier épisode a été dévoilé, le 27 novembre 2005.

### Saison 1
1. The Magic is Awakened (21 septembre 2004)
2. Friend or Foe? (28 septembre 2004)
3. Echoes of the Past (5 octobre 2004)
4. A Guide for the Perplexed (12 octobre 2004)
5. The Inner Sanctum (19 octobre 2004)
6. A Strange Birthday Party (26 octobre 2004)
7. A Little Knowledge (2 novembre 2004)
8. Mother's Footsteps (9 novembre 2004)
9. Where the River Flows (16 novembre 2004)
10. The Sign of the Unicorn (23 novembre 2004)
11. Where Four Elevens Meet (30 novembre 2004)
12. Los Contrarios (7 décembre 2004)
13. The Day of Reckoning (14 décembre 2004)

### Saison 2
1. Across the Great Ocean (16 octobre 2005)
2. The Balance of Power (23 octobre 2005)
3. Snakes Alive (23 octobre 2005)
4. The Pow Wow (30 octobre 2005)
5. Hunter to the Rescue (30 octobre 2005)
6. Coming of Age (6 novembre 2005)
7. Wild Horses (6 novembre 2005)
8. Bumps in the Night (13 novembre 2005)
9. The Eagle Has Landed (13 novembre 2005)
10. The Arrow of Truth (20 novembre 2005)
11. The Cry of the Wolf (20 novembre 2005)
12. The Falls of Faith (27 novembre 2005)
13. Beyond the Beyond (27 novembre 2005)